# Joseph John Thomson
Joseph John Thomson, mais conhecido como J. J. Thomson, OM, PRS (Manchester, 18 de dezembro de 1856 — Cambridge, 30 de agosto de 1940) foi um físico britânico vencedor do Nobel de Física, creditado com a descoberta e identificação do elétron, a primeira partícula subatômica a ser descrita.

## Vida e carreira
Estudou engenharia no Owens College e se mudou para o Trinity College em Cambridge. De 1884 a 1919 foi Professor Cavendish de Física. Em 1890 casou com Rose Elisabeth Paget, filha de Sir George Edward Paget. Ele teve um filho, George Paget Thomson e uma filha, Joan Paget Thomson. Seu filho se tornou um notável físico, recebendo o Prêmio Nobel por descobrir propriedades ondulatórias nos elétrons.
Pela descoberta dos elétrons, J.J. Thomson recebeu o Nobel de Física de 1906. Foi nomeado cavaleiro em 1908. Em 1918 se tornou mestre do Trinity College em Cambridge, onde permaneceu até sua morte em 1940, e foi enterrado na Abadia de Westminster, perto de Isaac Newton.[carece de fontes?]
Thomson foi o vice-presidente da Associação Internacional de Ciências Esperanto (International Esperanto Science Association). Foi eleito membro da Royal Society em 12 de junho de 1884 e, depois, presidente de 1915 a 1920.[carece de fontes?]
As experiências de Thomson podem ser consideradas o início do entendimento da estrutura atômica. Suas experiências com o tubo de raios catódicos permitiu concluir irrefutavelmente a existência dos elétrons. Os corpos são eletricamente neutros, com a descoberta dos elétrons de cargas negativa, concluiu-se também a existência dos prótons. Isso dava um modelo de átomo constituído por uma esfera maciça, de carga  elétrica positiva, que continha elétrons nela dispersos, esse modelo ficou conhecido tendo a sobremesa britânica "plum-pudding" como análogo. As traduções mais divulgadas da analogia em português ficaram sendo pudim de ameixas ou pudim de passas. Segundo Thomson, o número de elétrons que contém o átomo deve ser suficiente para anular a carga positiva da massa. Se um átomo perdesse um elétron, carregaria positivamente, pois teria uma carga positiva a mais em sua estrutura com relação ao número de elétrons, transformando-se em íons. A massa dos elétrons é muito menor que a dos prótons, desse jeito, a massa do átomo seria praticamente igual à massa da esfera central (não se conhecia o núcleo do átomo), ou seja, igual à soma das massas dos prótons.[carece de fontes?]
Thomson era cristão anglicano devoto, frequentava a igreja constantemente e rezava diariamente.

## Medalha Thomson
O Institute of Physics outorga a Medalha Thomson a cientistas que deram contribuições de destaque na área de física atômica ou molecular.